# Порнофильм

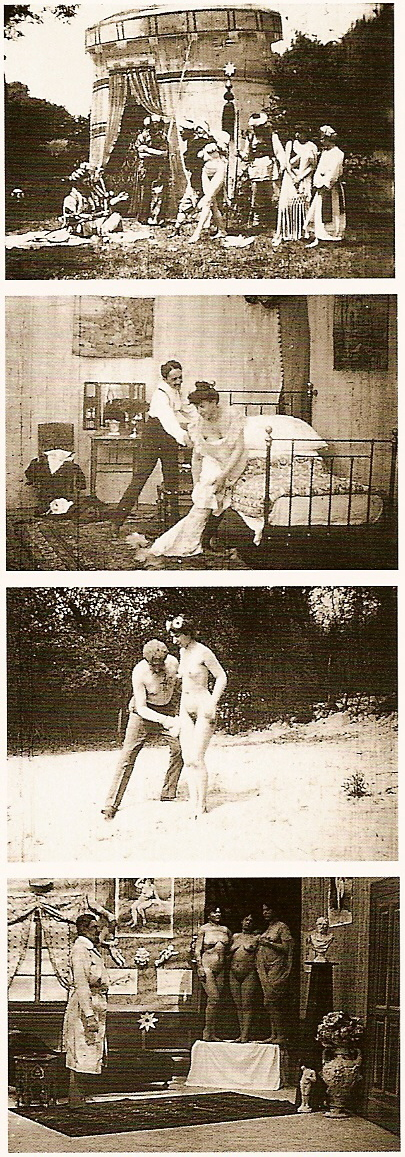
Австрийский порнофильм Йоганна Шварцера

Порнофи́льм, порнографи́ческий фильм, по́рно или фильм для взро́слых — кинофильм, содержащий порнографические материалы с целью сексуального возбуждения и эротического удовлетворения зрителя. По сравнению с эротическим фильмом содержит более откровенные изображения и действия; половой акт не вуалируется, являясь основным сюжетом, и, как правило, не претендует на художественную ценность или эстетическую привлекательность. Во многих странах публичная демонстрация таких фильмов запрещена, разрешён только показ в закрытых клубах, трансляции на закодированных спутниковых телевизионных каналах и распространение на видео. Очень распространён сервис Pay-per-view в сети Интернет.

## Классификация

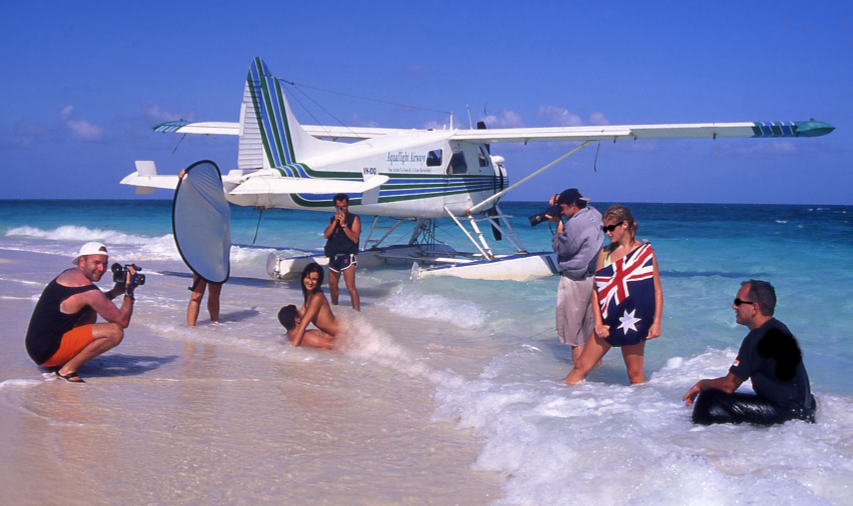
Сотрудники и актёры на съёмочной площадке в Австралии

Порнографические фильмы, как правило, классифицируются либо как лёгкое порно (софткор), либо как жёсткое порно (хардкор). В целом, софткор характеризуется как жанр, который не изображает явную сексуальную активность, сексуальное проникновение или экстремальный фетишизм, и в связи с этим практически имеет смытые границы с эротикой. Хардкор изображает проникновение или акты экстремального сексуального фетишизма, или и то и другое.
Порнографические фильмы, как правило, подразделяются на поджанры, которые описывают сексуальные фантазии, воссоздаваемые актёрами.

## История
См. также: История эротических изображений и Фильмы для холостяков

### Ранние годы: XIX век
Производство эротических фильмов началось практически сразу после изобретения движущегося изображения. Из самых ранних пионеров можно выделить французов Эжена Пиру и Альберта Киршнера. Киршнер (под именем «Лир» (фр. Léar) срежиссировал ранний из сохранившихся эротических фильмов для Пиру. В семиминутном фильме 1896 года Le Coucher de la Mariée Луиза Вилли исполнила в ванной комнате стриптиз. Другие французские кинематографисты также считали, что можно извлечь прибыль из такого рода фильмов, показывая раздевающихся женщин.
Кроме того, фильм Fatima’s Coochie-Coochie Dance (1896) был выпущен как короткометражный фильм с изображением танца живота в исполнении девушки по имени Фатима. Её вращения и перемещения таза были подвергнуты цензуре; таким образом фильм Fatima’s Coochie-Coochie Dance стал одним из самых ранних фильмов, которые будут подвергнуты цензуре. В то же время появились многочисленные непристойные фильмы с изображением экзотических танцев. Выпущенный в том же году фильм «Поцелуй» содержал самый первый поцелуй, показанный в фильмах. Сцена поцелуя была осуждена и была названа шокирующей и непристойной ранними киноманами и вызвал осуждение у Римско-католической церкви, которая призывала к цензуре и моральным реформам, потому что поцелуи в общественных местах в то время могли привести к судебному преследованию. Возможно, это вызвало неповиновение со стороны кинематографистов, ведь затем вышло много фильмов с изображением похожих поцелуев, в том числе такие фильмы как «Поцелуй в тоннеле» (1899) и «Поцелуй» (1900). Стиль живой картины был использован в короткометражном фильме «Рождение жемчужины» (1901) с участием безымянной длинноволосой молодой модели, носящей телесного цвета чулок в прямой фронтальной позе, что обеспечивает провокационный взгляд на женское тело. Актриса в фильме находилась в позе, похожей на Рождение Венеры Боттичелли.
В это время в Австрии кинотеатры организуют театральные вечера (так называемые Herrenabende) только для мужчин, на которых будут показаны фильмы для взрослых. Иоганн Шварцер сформировывает свою кинокомпанию Сатурн-фильм, которая между 1906 и 1911 производит 52 эротических фильма, в каждый из которых привлекает молодых местных женщин, которые снимаются полностью обнажёнными. Эти фильмы затем показывают на театральных вечерах. До Шварцера эротические фильмы были предоставлены такими режиссёрами, как братья Пате, деятельность которых финансировалась из французских источников производства. В 1911 году компания Сатурн-фильм была распущена цензорами, которые уничтожили все фильмы, которые смогли найти, хотя некоторые из них всё же смогли уцелеть, сохранившись в частных коллекциях. В 1910-х годах вышло несколько американских фильмов, которые содержали женскую наготу.
Поскольку Эжен Пиру почти неизвестен как порнографический кинорежиссёр, его фильмы часто не считают первыми в истории жанра. В книге «Чёрный и белый и синий» (2008), одной из самых научных книг по теме происхождения подпольной торговли «фильмов для холостяков» (англ. stag film), Дэйв  Томпсон преподносит достаточно доказательств того, что такие фильмы начали продаваться в борделях Буэнос-Айреса и других южноамериканских городов в начале XX века, а затем быстро проникли в Центральную Европу в течение следующих нескольких лет. Тем не менее об этих ранних порнофильмах ничего не известно, так как они не сохранились. По словам Патрика Робертсона (Film Facts), «самым ранним порнофильмом из известных миру может являться A L’Ecu d’Or ou la bonne auberge», который был снят во Франции в 1908 году. В фильме изображается усталый солдат, который устроил свидание со служанкой в гостинице. Аргентинский фильм El sartorio, вышедший где-то между 1907 и 1912 годами, является также одним из самых первых порнофильмов, возможно, является и наиболее старым. Патрик также отмечает, что старейшие из порнографических фильмов содержатся в коллекции американца Альфреда Кинси. Немецкий десятиминутный фильм Am Abend (1910) демонстрирует, насколько рано были созданы порнографические нормы. Он начинается сценой с мастурбирующей женщиной, которая находится одна в своей спальне, затем сюжет развивается и прогрессирует до сцены с вагинальным сексом, фелляцией и анальным проникновением.

### 1920—1940-е годы: подавление
Порнографические фильмы были широко распространены в немом кино эпохи 1920-х годов, их часто показывали в публичных домах. Вскоре нелегальные «холостяцкие фильмы», или «голубые фильмы», как их называли, стали производиться подпольными любителями на протяжении многих лет, начиная с 1940-х годов. Обработка плёнки занимала много времени и ресурсов, требовала использования ванн для мытья плёнки (часто это связывали с организованной преступностью) и многим была недоступна. Затем фильмы распространились в частном порядке, но человек, будучи пойманным за просмотром или при хранении их, мог попасть за решётку.

### 1950-е годы: домашнее видео
Послевоенная эпоха преподнесла технологические разработки, которые в дальнейшем стимулировали рост массового рынка и любительского кинопроизводства, в частности, введение 8-мм плёнки и плёнки «8 Супер», популярных для рынка домашнего кино.
Предприниматели выходят на рынок и начинают удовлетворять спрос. В Великобритании в 1950-х годах продюсер фильмов Харрисон Маркс занимался производством и распространением фильмов (это считалось рискованным), которые сегодня называются «лёгкое порно». В 1958 году для дополнения своих журналов Маркс начал делать короткие фильмы на 8-мм киноплёнку, в которых его модели раздевались и позировали топлес; в народе фильмы стали известны как «гламурные домашние фильмы». Для Маркса термин «гламур» был эвфемизмом для обнажённых моделей и фотографий.

### 1960-е годы: Европа и Соединённые Штаты
На европейском континенте секс-фильмы были более распространёнными. Начиная с 1961 года Лассе Браун, который был пионером в производстве цветных фильмов, распространял фильмы путём использования дипломатических привилегий своего отца. Браун был в состоянии накопить средства на производство от прибыли, полученной с помощью десятиминутных хардкор-фильмов, которые он продал Реюбену Стерману, который раздал их в 60 000 американских пип-шоу клубах. Браун всегда любил передвигаться по миру и продавал свои хардкор-фильмы в ряде стран, в том числе Испании, Франции, Швеции, Дании и Нидерландах.
В 1960-е годы социальные и судебные отношения к явным изображением сексуальности начали меняться. Например, шведский фильм «Я любопытна – фильм в жёлтом» (1967) включал многочисленные откровенные обнажённые сцены и имитацию полового акта. В одной из особенно спорных сцен Лена целует неэрегированный пенис своего возлюбленного. Фильм распространялся через обычные кинотеатры, но в 1969 году он был запрёщен в штате Массачусетс, якобы за то, что является порнографическим. Запрет был оспорен в судебном порядке в Верховном суде Соединенных Штатов в конечной инстанции, который заявил, что фильм не является непристойным. Этот фильм открывает путь для других сексуально откровенных фильмов. Другой шведский фильм «Язык любви» (1969) был также сексуально откровенным, но был оформлен в виде квази-документального учебного секс-фильма, который сделал его правовой статус неопределённым и спорным.
В 1969 году Дания стала первой страной, которая отменила все законы о цензуре, легализовав таким образом порнографию, в том числе жёсткую. Примеру последовали в Нидерландах в том же 1969 году. За этим последовал взрыв порнографии коммерческого производства в этих странах, в том числе, в самом начале, с изображением детской порнографии и зоопорно. Теперь производство порнографии стало законным, не было недостатка в бизнесменах, которые инвестировали в производство и оборудование, способствуя массовому производству дешёвого, но качественного продукта. Огромное количество новой порнопродукции (как журналы и фильмы), распространяясь контрабандой в другие части Европы, было продано «под прилавком» или (иногда) показывалось в киноклубах с вывеской «Только для партнёров».
В Соединённых Штатах производители порнографических фильмов образовали Американскую ассоциацию фильмов для взрослых в 1969 году, после выхода «Грустного кино» Энди Уорхола, чтобы бороться против цензуры и защитить промышленность от обвинений в непристойности.

### 1970-е годы: секс-кинотеатры и кинокиоски в США

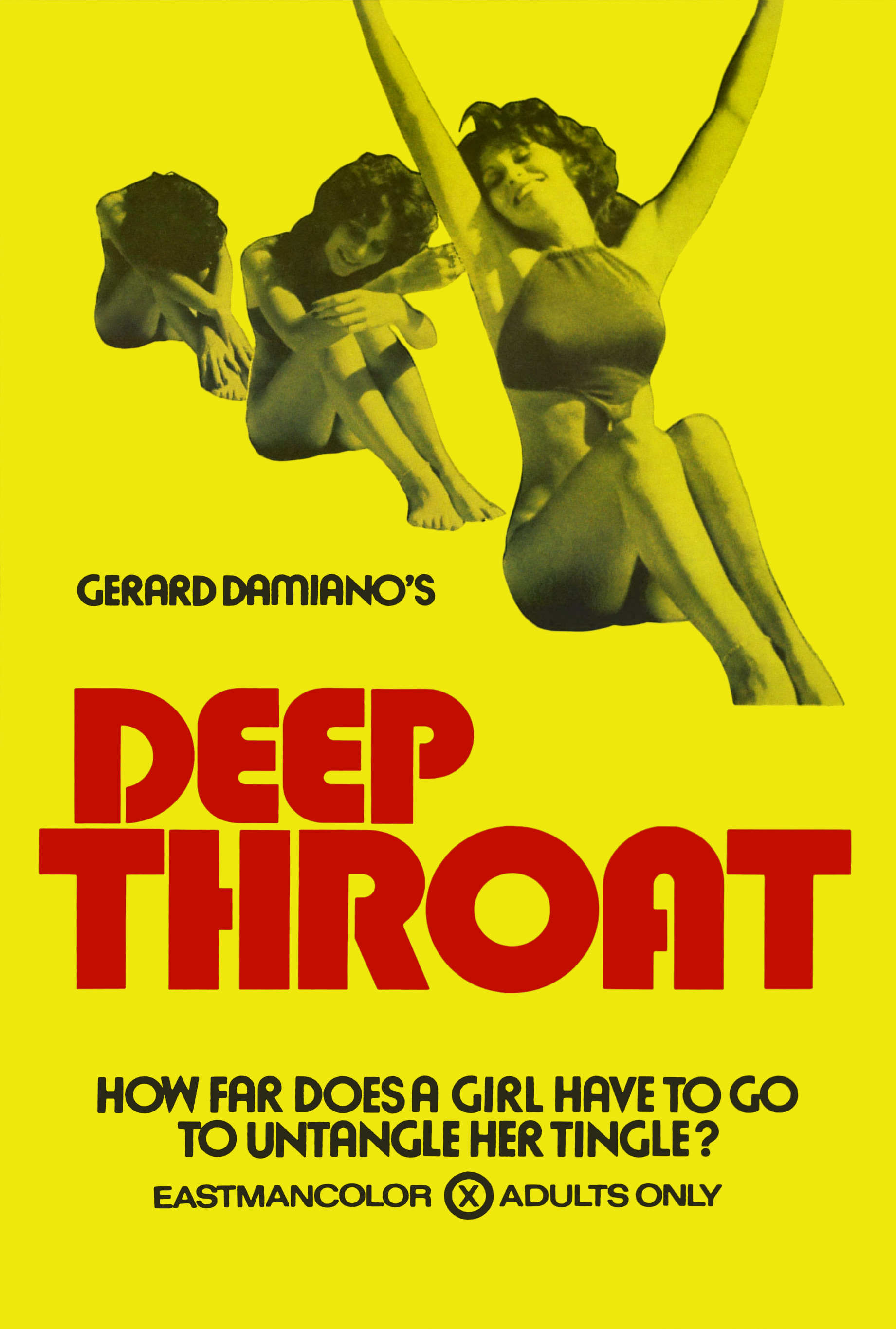
Фильм «Глубокая глотка» стал феноменом в западной массовой культуре на несколько десятилетий

В 1970-е годы судебная система была более терпима (на Западе) к немейнстримовым фильмам. Тем не менее обычные кинотеатры, как правило, не выпускали на экран даже «софткорные» фильмы, что приводит к росту секс-кинотеатров в Соединённых Штатах и многих других странах. Также фильмы в это время стали распространяться через секс-шопы.
Дания начала производить фильмы-«театральные постановки» со сравнительно большим бюджетом. Это были секс-комедии, такие как «Бордель» (1972), «Bedside-films» (1970—1976) и «Zodiac-films» (1973—1978), в главных ролях в которых играли известные актёры (некоторые из них даже сами выполняли свои постельные сцены) и, как правило, о них не думали как о «порнофильмах», хотя все фильмы, кроме ранних Bedside-films, включали сцены хардкор-порно. Некоторые из этих фильмов до сих пор занимают место среди самых знаменитых фильмов в истории датского кино, и все остаются фаворитами домашнего просмотра.
В 1969 году «Грустное кино» Энди Уорхола стало первым фильмом для взрослых, изображающим откровенный секс, который получил широкий прокат в США. Фильм стал основой для созданий порнофильмов во время порношика и оказал большое влияние в создании «Последнего танго в Париже», всемирно известной эротической драмы, в главной роли которой играл Марлон Брандо. Фильм вышел через несколько лет после того, как вышло «Грустное кино».
Первым откровенно порнографическим фильмом с сюжетом, который получил общий театральный релиз в США, как правило, считают «Мона: девственница-нимфетка» (также известный как «Мона») — 59-минутный фильм 1970 года продюсера Билла Оско, который затем создал относительно высокобюджетный хардкор-фильм (его ещё называют эротическим, в зависимости от версии) культовый фильм «Стояк Гордон» (1974), а затем, в 1976 году, получивший X-рейтинг музыкально-комедийный фильм «Алиса в стране чудес».
В 1971 году в фильме «Парни в песке» представлен ряд порнографических новинок. В качестве первого общедоступного гей-порнографического фильма, фильм был первым, в котором были использованы титры, где указывались имена актёров и съёмочной группы (хотя, в основном это были псевдонимы), пародировалось название мейнстримового фильма (в данном случае, Парни в группе), и, после того, как в 1969 году вышло «Грустное кино», фильм «Парни в песке» будет одним из первых порнофильмов, который будет рассмотрен в The New York Times. Затем один за одним в кинотеатрах выходят другие известные американские художественные хардкор-фильмы 1970-х годов: «Глубокая глотка» (1972), «За зелёной дверью» (1972), «Дьявол в мисс Джонс» (1973), «Открытие Мисти Бетховен» (1975) и «Дебби покоряет Даллас» (1978). Они стали распространяться по обычным кинотеатрам, хотя и подвергались цензуре. Фильм «Глубокая глотка» стал этапным для фильмов жанра XXX. Он приобрёл культовый статус и стал феноменом в западной массовой культуре на несколько десятилетий. Предсказания же, что откровенные сцены секса скоро станут обычным явлением для мейнстримного кинематографа, не оправдались. В Великобритании фильм «Глубокая глотка» вышел без цензуры только в 2000 году и не показывался публично до июня 2005 года.
В 1973 году состоялся важный судебный процесс в США Миллер против Калифорнии, после которого был принят тест Миллера — тест для определения непристойности.
В середине 1990-х годов в кладовой секс-кинотеатра «Париж» в городе Мемфис (штат Теннесси) был обнаружен фильм «Bat Pussy» (1973). Он был выпущен Something Weird Video, и ныне считается первой порнографической кинопародией, а также одним из худших порнофильмов из когда-либо снятых.

### 1980-е годы: новые технологии, новые судебные дела
С приходом в каждый дом видеомагнитофонов в конце 1970-х и в начале 1980-х годов, порнографическая индустрия кино испытала значительный рост и породила множество порнозвёзд, таких как Сека, Рон Джереми, Кристи Кэнион, Джинджер Линн, Джон Холмс и Трэйси Лордс и таких режиссёров, как Грегори Дарк. К 1982 году большинство порнографических фильмов было распространено на более дешёвой и удобной видеоплёнке. Многие режиссёры сопротивлялись этому сдвигу из-за различного качества изображения, которое видеоленты представляли. Тем не менее многие из тех, кто в скором времени изменил своё мнение, собрали бо́льшую часть прибыли отрасли, поскольку потребители в подавляющем большинстве предпочли новый формат. Изменение технологии произошло быстро, и не все режиссёры понимали, что продолжать снимать с помощью старого формата плёнки больше не является выгодным вариантом. Это изменение дало бо́льшую доступность к фильмам для домашнего просмотра. Это был конец эпохи больших бюджетных производств и мейнстрима порнографии. Вскоре из-за дешевизны съёмок режиссёры стали занимать такие ниши, как, например, фетиш-порно. Производство порнографических фильмов увеличилось с сотни до тысячи фильмов в год, началось создание фильмов, которые содержали в себе сексуальные сцены из различных фильмов. Можно было теперь не только смотреть порнографию в комфорте и уединении в собственном доме, но также найти более широкий выбор для удовлетворения конкретных фантазий и фетишей.
Кроме того, видеокамера стимулировала изменения в порнографии в 1980-е годы, когда люди могли бы сделать свои собственные любительские секс-фильмы, будь то фильмы для личного пользования или для более широкого распространения.
1987 год увидел важный юридический случай в США, когда де-факто результатом судебного процесса Калифорния против Фримана стала легализация хардкор-порнографии. Как ни странно, уголовное преследование Гарольда Фримана первоначально было задумано как первый процесс в серии судебных дел, которые могли бы эффективно легализовать производство таких фильмов.

### 1990-е годы: DVD и эра Интернета
В конце 1990-х годов порнографические фильмы были распространены на DVD. Они предложили лучшее качество изображения и звука, чем в предыдущем видео-формате (видеокассета), а также такие новшества, как «интерактивное» видео, которое позволяет пользователям выбирать такие переменные, как, например, несколько ракурсов.
Внедрение и широкое распространение Интернета изменили способ распространения порнографии. Ранее фильмы можно было заказать в книжных магазинах для взрослых или по почте, но с приходом Интернета появилась возможность смотреть порнографические фильмы на своих компьютерах, и вместо того, чтобы ждать несколько недель для доставки фильма до заказчика, фильм мог быть загружен в течение нескольких минут (или, позже, в течение нескольких секунд).
Порнография может распространяться через Интернет в ряде направлений, в том числе платно, через услуги видеохостинга, а также соединения по одноранговой сети и общего доступа к файлам.
Вив Томас, Пол Томас, Эндрю Блейк, Антонио Адамо и Рокко Сиффреди стали видными режиссёрами порнофильмов в 1990-е годы. В 1998 году датская кинокомпания Zentropa, номинированная на «Оскар», стала первой в мире компанией, которая открыто, наряду с обычными фильмами, стала выпускать хардкор-порно, начиная с фильма Constance (1998). В том же году Zentropa также выпустила фильм «Идиоты» (1998) режиссёра Ларса фон Триера, который получил множество международных наград и был номинирован на Золотую пальмовую ветвь в Каннах. Фильм включает в себя сцены с эрекцией и оргией с крупным планом (точка обзора камеры от лодыжек участников и крупным планом не оставляют сомнений относительно того, что происходит). Фильм начал международную волну создания массовых артхаусных фильмов, показывающих явные сексуальные образы, такие как Романс Х, в котором играл главную роль порнозвезда Рокко Сиффреди.
В 1999 году датский телеканал Kanal København начал вещание хардкор-фильмов в ночное время, некодированно и в свободном доступе для любого ТВ-зрителя в окрестностях Копенгагена (по состоянию на 2009, фильмы предоставляются кинокомпанией Innocent Pictures).
После того, как у людей появилась возможность смотреть фильмы для взрослых в своих собственных домах, новый рынок фильмов для взрослых стал стремительно развиваться, выходя далеко за рамки кинотеатро-ориентированных предшественников. Совсем недавно Интернет стал выступать в качестве катализатора для создания ещё более широкого рынка порно, рынка, который ещё меньше традиционно кинотеатральный.
В последнее время возможность записи видео на веб-камеры снова способствовали расширению рынка. Тысячи порноактёров начинают работать перед камерой, чтобы удовлетворить спрос потребителей порнографии.

### 2000-е годы: конкуренция и сокращение

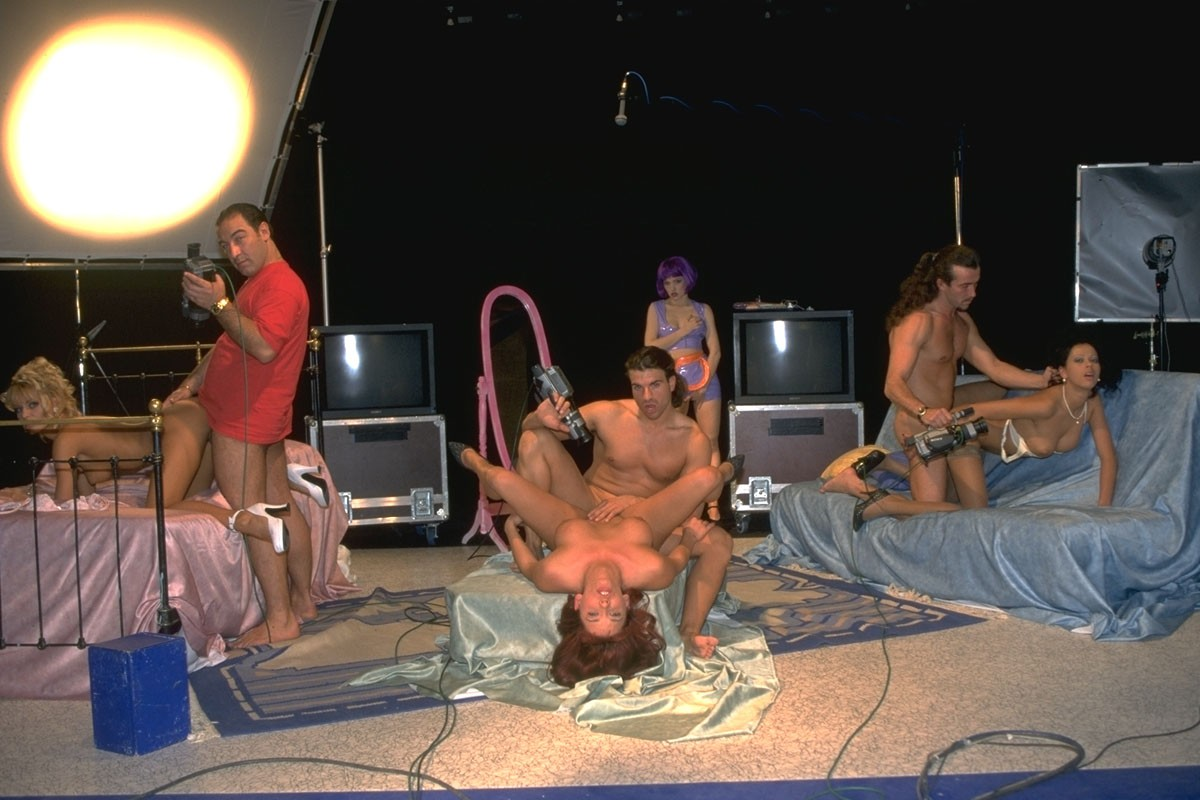
Съёмки фильма Джона Б. Рута «Секстет», 1997 год

К 2000-м годам ситуация в порноиндустрии изменилась. Прибыль с продаж DVD начала падать в значительной степени из-за вытеснения со стороны потокового мультимедиа, конкуренции со стороны пиратов, любительского и дешёвого профессионального контента в Интернете, что сделало саму отрасль значительно менее прибыльной и привело к её сокращению.

## Категории и жанры порнофильмов

### Основные типы порнографии
- Любительская порнография
- Порномультфильм
  - Хентай
  - Тихуанская библия
- Детская порнография
  - Детская эротика
  - Симуляционная детская порнография
- Феминистская порнография
- Хардкор
- Софткор
- Интернет-порнография
- Мобильная порнография
- Порноместь
- Секстинг

### Основные жанры порнографии
- Альтернативная порнография
- Порно с участием нянь
- Бисексуальная порнография
- Бондаж-порно
- Изображение голых знаменитостей
  - Секс-видео знаменитостей
- Clothed female, naked male
- Clothed male, naked female
- Монастырская порнография
- MILF-порнография
- Этническая порнография
- Генг-бенг порнография
- Гей-порнография
- Гонзо-порнография
- Инцест-порнография
- Лесбиянство в эротике
- Мормонская порнография
- Изнасилование в порнографии
- Реалити-порнография
- Тентакли
- Транссексуальная порнография
- Женская порнография